# Xiqu, Panzhihua
Xiqu är ett stadsdistrikt och säte för stadsfullmäktige i Panzhihua i Sichuan-provinsen i sydvästra Kina. Det ligger omkring 510 kilometer sydväst om provinshuvudstaden Chengdu. 
Xiqu kan översättas till svenska med "Västra distriktet".